# Bellonella molokaiensis
Bellonella molokaiensis är en korallart som beskrevs av Verseveldt och Bayer 1988. Bellonella molokaiensis ingår i släktet Bellonella och familjen läderkoraller. Inga underarter finns listade i Catalogue of Life.